# Језид I
'Језид ибн Муавија ибн Аби Суфјан, (يزيد بن معاوية بن أبي سفيان), (јул 647—11. новембар 683.), познат као Језид I, био је други калифа Омејадског калифата (први који је наследио власт). Језида је за калифу поставио његов отац Муавија I, а владао је у периоду од 680. године, па све до своје смрти 683. године.

## Долазак на власт
Према неким изворима, Муавија је упозорио свога сина Језида да се са поштовањем односи према Хусејну ибн Алију, унуку Мухамедовом. Његово последње упозорење упућено Језиду је гласило: "Буди пажљив, сине мој, да не дођеш пред Алаха окупан његовом крвљу, јер ћеш онда бити међу онима који ће страдати."  Роберт Пејн цитира Муавију у својој књизи Историја Ислама како говори своме сину да порази Хусеина, који је дефинитивно у то време припремао војску за борбу против њега, али да се након победе према њему односи са поштовањем, с обзиром да је Хусеин потомак Мухамеда; такође му је рекао и да се према Абдулаху ел Зубејру постави оштро, пошто се Муавија највише њега плашио.
Постављање Језида за калифу није било добро прихваћено у Медини. Јусуф бин Махаф приповеда:
Марван је био постављен за гувернера Хиџаза од стране Муавије. Одржао је проповед и споменуо Језида бин Муавију тако да би људи могли да му се закуну и прихвате га као наследника свога оца (Муавије). Затим му је Абдурахман бин Абу Бекр рекао нешто због чега је сам Марван наредио његово хапшење. Међутим, Абдурахман је ушао у Ајшину кућу, те га нису могли ухапсити. Марван је рекао, "Он је тај (Абдурахман) о коме Алах говори у овом стиху: 'А онај ко каже својим родитељима: 'О, ви! Да ли ћете одржати обећање које сте ми дали..?'" На то је Ајша, сакривена иза завесе, одговорила, "Алах није послао путем Курана ништа о нама, осим оно што је повезано са сведочењемм о мојој невиности (о клевети)."

### Заклетва верности Језиду
Након наслеђивања престола, Језид је затражио од гувернера свих провинција да му се закуну на верност. Потребна заклетва је обезбеђена из свих делова земље. Хусеин ибн Али (Мухамедов унук) и Абдулах ибн Зубејр (унук Абу Бекра) су одбили да дају заклетву. Језид је послао Марвана, војника из његове војске, да асистира при овом задатку. Ранни помен проблема полагања заклетве Језиду је забележио ел Табари, историчар из 9. века, написавши да је Језидова једина брига била, када је дошао на власт, да добије заклетве свих појединаца који су одбили да се сложе са Муавијиним захтевом да положе заклетву верности његовом сину Језиду. Муавија је сазвао људе (исламску шуру или савез) који ће му се заклети да ће Језид бити његов наследник. Језидова брига је била спречавање њихове побуне. Језидов први рођак са очеве стране, Валид бин Утба бин Абу Суфјан је био гувернер Медине, где су у том тренутку живели Хусејн бин Али и хашемитска породица, као и Абдулах ибн Зубејр. Језид је послао свог рођака Марвана бин ел Хакама (који је био везир прво Муавије, а затим и Језида) код Валида бин Утбаха бин Абу Суфјана са следећом поруком написаном на пергаменту:
Уграби Хусејна (Мухамедовог унука), Абдулаха бин Омера (син Омера), и Абдулаха ибн Зубејра (унука Абу Бекра) и натерај их да ми се закуну на верност. Буди толико окрутан да они немају шансе да ураде ништа друго до да ми се закуну на верност. Мир с тобом.
Када су позвани од стране гувернера Медине, Валид бин Утбах и Хусејн бин Али су се одазвали. Међутим, Абдулах ибн Зубејр није. Када се Хусејн бин Али састао са Валидом и Марваном у полу-приватном састанку током ноћи, сазнао је да је калифа Муавија премунио, и да ће га наследити Језид. Када је од њега затражено да се закуне на верност Језиду, Хусејн је одговорио да би заклињање приватно било недовољно, и да се таква ствар мора обавити у јавности. Валид је пристао на то, али га је Марван прекинуо, те је захтевао од Валида да ухапси Хусејна и задржи га у притвору док не пристане да се закуне на верност Језиду. Након тога, Хусејн је прекорио Марвана и успео да побегне неповређен. Хусејн бин Али је имао своју скупину наоружаних присталица у приправности у случају покушаја да га савладају на силу. Одмах након Хусејновог одласка, Марван је недвосмислено упозорио свог рођака Валида, гувернера Медине, који је заузврат оборио Марвана, и тиме оправдао своје одбијање да повреди Хујесна бин Алија изјавивши "да ће на дан ускрснућа онај који је одговоран за крв Ал-Хусејна мало вредети на ваги Бога." As for Abdullah ibn Zubayr, he had left Medina at night heading for Mecca. In the morning Waleed sent men after
him, a party of eighty horsemen under the command of a retainer of the Banu Umayyah. They pursued Ibn al-Zubayr but did not catch up with him, so they returned. Што се тиче Хесејна бин Алија, Табари бележи да је и он напустио Меку убрзо након тога, пошто се није заклео на верност Језиду.

## Хусејн ибн Али
Хусејн ибн Али, Мухамедов унук, заједно са другим угледним муслиманима, не само да је осуђивао Језидову номинацију за калифу, већ ју је чак прогласио противном духу ислама. Док је о његовој номинацији већано у Медини, Абдулах ибн Зубејр је са Хусејном отишао у Меку јер су одређени угледни муслимани сматрали да би одатле било лакше започети кампању ради грађења јавног мишљења које би било против Језидове номинације. Међутим, пре него што је ишта учињено у вези са тим, Муавија је преминуо је Језид је преузео власт.
Куфа, гарнизонски град у садашњем Ираку, био је главни град калифе Алија, и многе његове присталице су ту живеле. Хусејн ибн Али је добио писма из Куфе у којима је добио подршку у случају да преузме калифат. Док се спремао за пут ка Куфи, Абдулах ибн Омер, Абдулах ибн Зубејр и Абдулах ибн Абас су били против његовог плана, а ако је био решен да настави ка Куфи, замолили су га да остави жене и децу у Меки, али је Хусејн игнорисао њихове предлоге. На путу ка Куфи, Хусејн је добио обавештење о смрти Муслима ибн Акила од руке Језидових људи, те да су куфћани сада постали лојални Језиду, обавезавши се на подршку њему у борби против Језида и његових савезника.
Убејдала ибн Зијад, гувернер Басре је погубио једног од Хусејнових гласника и упозорио грађане да избегну побуну. Послао је поруку Хусејну, по Језидовој инструкцији, у којој говори "Не можеш ићи у Куфу, нити се вратити у Меку, али можеш отићи где год другде желиш." Упркос упозорењу, Хусејн је наставио ка Куфи и у току овог путовања, он и велики број чланова његове породице су убијени или заробљени током битке код Карбале.
Многи угледни људи, међу којима је најистакнутији био Абдулах ибн Зубејр, одбили су да се закуну на верност Језиду, узевши у обзир да су на њега гледали као на узурпатора моћи а не као на правилан начин одабира калифе од стране шуре.
И Језид и Хусејн су учествовали у нападу на Константинопољ пар година раније. Хусејн је био у армији која је започела напад на Константинопољ под вођством Муавијиног сина Језида 51. године. Након потписивања мировног уговора са Муавијом, Хусејн га је често посећивао са својим братом, а заузврат је исказивао велико гостопримство Муавији. Након Хасанове смрти, Хусејн је одлазио у посету Муавији сваке године, а Муавија му је заузврат исказивао велико гостопримство.Када је гувернер Куфе, Ибн Зијад послао Хусејнову главу Језиду, један слуга Муавије бин Абу Суфјана је наводно рекао: "Када је Језид дошао са Ал-Хусејновом главом и ставио је у његове руке, видео сам да Језид плаче, и рекао је: 'Ако је постојала икаква веза између Ибн Зијада и Ал-Хусејна, онда он то никада не би учинио (Ибн Зијад).'"

## Абдулах ибн Зубејр
Када је Хусејн убијен у Карбали, Абдулах бин Зубејр је окупио људе Меке и одржао следећи говор:
"О, људи! Нема горих људи од Ирачана, а међу Ирачанинма, људи Куфе су најгори. Они су стално писали писма и позивали Имама Хусејна код себе и полагали заклетву његовом калифату.Али када је Ибн Зијад стигао у Куфу, окупили су се око њега и убили Имама Хусејна који је био побожан, пажљив и брз, читао је Куран и заслужио је калифат у сваком облику"
Када је чуо о овоме, Језид је наручио да се направи сребрни ланац и послао га у Меку с намером да Валид ибн Утба ухапси њиме Ибн ел Зубејра.
У Меки и Медини је Хусејнова породица имала јаку базу подршке, људи су били вољни да стану на љихову страну. Остатак Хусејнове породице се вратио назад у Медину.
Абдулах је започео побуну у Хуџазу и преузео Тихаму. Језид је посао војску да се сукоби са њим 683. године. Језид је покушао да прекине побуну Абдулаха ибн Зубејра инвазијом Хиџаза, те је заузео Медину након крваве битке код Харе, након које је уследила инвазија Тихаме и напад на Меку, али је његова нагла смрт 683. године ставила тачку на ову кампању и бацила Омејаде у неред грађанским ратом који је касније избио.
Абдулах ибн Зубејр је консолидовао своју моћ пославши гувернера у Куфу. Убрзо, Абдулах ибн Зубејр је избацио Језидову војску из Ирака, јужног дела Арабије и већег дела Сирије, као и из делова Египта. Али, тада су започели његови проблеми са Хариџитима у Ираку који су имали врло екстремне ставове.
Језидов син Муавија II није желео да буде повезан са политиком његовог оца Језида. Муавија II је одлучио да абдицира уместо да преузме одговорност за спровођење онога што би највероватније била крвава војна кампања у Меки. У Дамаску је затим Марван постао владар, а после њега његов син Абд ел Малик ибн Марван.
Ибн Зубејр је напокон поражен од стране Абд ел Малика ибн марвана, који је послао Ал-Хаџаџа ибн Јусуфа да поново уједини исламску империју. Хаџаџ је поразио и убио Ибн Зубејра на бојишту 692. године, одрубивши му главу и разапевши га, тиме поново успоставивши омејадску контролу над исламском империјом.
Пар година касније је народ Куфе позвао Зејда ибн Алија, Хусејновог унука у Куфу. Зејдити сматрају да је Зејд ибн Али у последњем часу издан од стране народа Куфе који су му рекли: "Нека Бог буде милостив према теби! Шта имаш да кажеш по питању Абу Бекра и Омера ибн ел Хатаба?" Зејд ибн Али је рекао, "Нисам чуо да се било ко из моје породице одрекао обојице или рекао било шта друго осим добрих речи о њима...када им је поверена власт понашали су се правично и у складу са Кураном и Суном".

## Неуспеси
Током Језидовог калифата, муслимани су претрпели неколико војних неуспеха. Године 682. Језид је поново поставио Укбу ибн Нафија за гувернера Северне Африке, и Укба је донео много победа над Берберима и Византијским царством. Укба је затим марширао ка западу до Танџира, а затим ка истоку ка Атлас планинама. Са коњицом која је бројила око 300 људи, наставио је ка Бискри, где су му берберске снаге поставиле заседу. Укба и његови људи су умрли борећи се, а Бербери су започели контранапад, те су протерали муслимане из Северне Африке. Ово је био велики пораз муслимана, и они су изгубили надмоћ на мору, те су морали да напусте острва Родос и Крит.

## Смрт
Језид је убијен од стране његовог личног коња након што је изгубио контролу над њим, а његово тело никада није потврђено да је пронађено. Умро је у 36. години живота (то јест 37. по хиџранском лунарном прорачуну) након трогодишње владавине, а наследио га је његов син Муавија II. Језид је сахрањен у Дамаску. Иако се сматра да његов гроб више не постоји, неки сматрају да се налази у малој улици у близини Велике џамије Омејада, необележн и сакривен.

## Историјски значај
Неки научници сматрају Језида правичним, поштеним, религиозним и административно способним владарем, те да је његова номинација од стране његовог оца Муавије била исправна.
Учествовао је у разним ратовима против Византинаца током владавине његовог оца. Био је храбар човек који је волео лов.
Поред тога, већина исламских научника из периода Абасидског калифата је сматрала калифу Језида I тиранином који је директно одговоран за три велика историјска зверства у стандардној исламској историји: Масакр хашемитског каравана у Карбали од стране Хусејна ибн Алија, пљачка Медине (од стране Језидовог генерала Ибн Укбе ел Мурија) током које је око 10.000 муслиманских грађана убијено, а муслиманске жене силоване, и опсада Меке у којој је Језидов командант Ибн Нумјр наредио својим трупама да катапултирају светилиште Кабу.
Абасидски научни консензус је саставио следећу евалуацију калифе Језида I:
Био еј снажан, храбар, саветодаван, пун одлучности, способан и елоквентан. Састављао је добру поезију. Био је такође и крут, строг и, груб. Пио је, и био је изопачен. Започео је своју владавину убијањем мученика ел Хусејна, а завршио је катастрофом код ел Харе. Због тога га народ није волео, није био благословен за живота, и многи су били против њега након погибије ел Хусејна, као што је народ Медине - подигли су се у име Алаха -

### Језид и Мухамедово пророчанство
Други исламски научници указују на то да у оригиналним литерарним изворима Мухамедове традиције од Сахиха Бухарија, Мухамед је дао две консекутивне изјаве:
"Армија мојих људи која ће прва спровести џихад кроз воду је учинила Рај обавезним сам по себи."
Алудирајући на горенаведени тачан хадис, први џихад муслиманске војске путем мора је изведен 647. године, током амфибијског доласка додатних трупа путем мора које су асистирале главни део војске током друге муслиманске војне инвазије Триполија у Либији. Ово освајање Триполија и поступна експанзија у Либији је лично организована и предвођена од стране Абдулаха бин Саада бин Аби Сарха, а започета је из приобалног града Барка, Киренаике; угледни Абдулах ибн Зубејр и Укба бин Нафи су учествовали у овој војној кампањи. Током брзе сукцесије, Абдулах бин Зубејр је затим наставио и поразио есточно-римског (византијског) егзарха Грегора Патриција у бици код Сефетуле да би освојио град Сбеитлу у Тунису. Хронолошки, прва муслиманска морнарица је вила египатска муслиманска морнаричка флота, основана у Египту од стране Абдулаха бин Саада Аби Сарха 645. године; у децембру 644. године, Абдулах бин Саад бин Аби Сарх је постављен за гувернера Египта од стране његовог побратима, новог калифе Османа бин ел Афана Омејадског. Друга муслиманска морнаричка флота је била сиријска муслиманска морнаричка флота, основана 647. године од стране сиријског гувернера Муавије бин Абу Суфјана (касније калифе Муавије I), чија је прва мисија резултирала освајањем Кипра 649. године; али, Муавија није лично водио ову морнаричку кампању.
Као и следећа:
"Првој армији међу мојим следбеницима која ће освојити Цезаров град њихови греси ће бити опроштени."
Технички, локација субјекта овог доброг хадиса Мухамедовог јесте град Хомс у Сирији. Пре његовог освајања у марту 636. године од стране муслиманских снага које је послао калифа Омар бин ел Хатаб, Хомс је био средиште источно-ромског (византијског) владара Херакла (тј. Цезар или Qaisar). Муслиманска војска која је брзо освојила градове источноримског царства (Тиберија, Баалбек, и Хомс), вођена је од стране Абу Убејде бин ал-Џаре ел Такафија; међу утицајнијим личностима које су учествовале у овим војним кампањама били су Микдад бин ел Асвад ел Кинди, Билал бин Рабах, и Халид бин ел Валид. Прва војска која је напала Цезаров град била је предвођена од стране Абу Убејде бин ал-Џаре ел Такафија; ако је Цезаров град представљао град именован по Цезару, Онда се Константинопољ, то јест Константинија ипак не може рачунати, узевши у обзир да је први град (не варошица или село) нападнуто и освојено од стране муслиманске војске, а које је именовано по римском владару, било град Тиберије (у част Тиберија Цезара). Град Тиберије се предао војсци Абу Убејда у јануару 635. године.
Даље, абасидски историографи стандардне исламске историје су једногласно забележили следећи сиже војних кампања на "Цезаров град" у хришћанској Византији за време калифата Муавије I (хронолошки редослед):
- 42. године по хиџри - под вођством Абдулаха бин Аби Артата
- 43. по хиџри - под вођством Буср бин Аби Артата
- 44. по хиџри - под вођством Абдурахмана бин Халида бин ел Валида

- 46. по хиџри - под вођством Малика бин Абдурахмана и Абдурахмана бин Халида бин ел Валида
- 47. по хиџри - под вођством Малика бин Хубејре и Абдурахмана бин Кајимија
- 49. по хиџри - под вођством Суфјана бин Авфа
- 50. по хиџри - под вођством Језида бин Муавије (калифа Језид I)

Према Ибн Ал-Атхиру, биографу и историчару из 12. века, године 49. по хиџри, калифа Муавија I је послао велику војску ка Источном Риму (Византији). Прогласио је Суфјана бин Авфа вођом и наредио да његов син Језид крене са њим, али је Језид подлегао болести, те је одбио да иде. Када су омејадски ратници погођени тешким условима (глад и болести), Језид је ругалички рецитовао своју поезију:
У Фуркудвани их је прекрио огромни гнев, да ли су имали грозницу, или шта год друго, није ми стало, јер ја седим на добром тепиху, а Ум ул-Кулсум [једна од Језидових супруга] почива ми међу мишицама.
Када је калифа Муавија I чуо ове стихове, натерао је Језида да се зарекне да ће се прикључити Суфјану бин Авфу у Византији, тако да би и он сам могао бити подвргнут истим потешкоћама као и војници. Језид није имао других опција до да оде, те је калифа Муавија I послао другу војску под вођством Језида 50. године по хиџри.